# Liste der Monuments historiques in Les Bréviaires
Die Liste der Monuments historiques in Les Bréviaires führt die Monuments historiques in der französischen Gemeinde Les Bréviaires auf.

## Liste der Bauwerke
| Bezeichnung | Beschreibung | Standort                    | Kennzeichnung | Schutzstatus | Datum | Bild           |
| ----------- | ------------ | --------------------------- | ------------- | ------------ | ----- | -------------- |
| Grenzstein  |              | Forêt de Rambouillet (Lage) | PA00087385    | Inscrit      | 1936  | weitere Bilder |

## Liste der Objekte
- Monuments historiques (Objekte) in Les Bréviaires in der Base Palissy des französischen Kultusministeriums